# Aaron Bell
Aaron Stuart Bell (ur. 25 lutego 1980) – brytyjski polityk, członek Partii Konserwatywnej, od 2019 do 2024 poseł do Izby Gmin z okręgu Newcastle-under-Lyme. 
Absolwent St John’s College w Oksfordzie, uzyskał tytuł Master of Arts w dziedzinie filozofii, polityki i ekonomii. 
Przed rozpoczęciem kariery politycznej Bell odnosił sukcesy w konkursach: był członkiem uniwersyteckiego zespołu St John's College w Oksfordzie, który zajął drugie miejsce w serii University Challenge 2000-2001, wygrał Krypton Factor w 2009 roku (teleturniej na wytrzymałość fizyczną i zdolności umysłowe), był członkiem zespołu, który wygrał Only Connect w 2010 roku, a także wygrał £25 000 w teleturnieju Deal or No Deal.
Bell pracował jako kierownik ds. rozwoju handlu w Ladbrokes i firmie bukmacherskiej Bet365, a także był współzałożycielem DivideBuy, firmy zajmującej się technologią finansową, która zatrudnia 40 pracowników w Newcastle.

## Kariera polityczna
Bell dołączył do Partii Konserwatywnej w 2012 roku i brał udział w agitacji wyborczej do wyborów w 2015 roku. W 2017 roku startował w okręgu wyborczym Don Valley, ale przegrał z Caroline Flint z Partii Pracy. Został wybrany na kandydata Partii Konserwatywnej z okręgu Newcastle-under-Lyme 24 września 2019 roku.
Aaron Bell wszedł do parlamentu zdobywając 52.5% głosów, co oznaczało wzrost poparcia dla Konserwatystów o 4.4%, z przewagą 7 446 głosów nad kandydatem Partii Pracy Carlem Greatbatchem. Zrezygnował z kandydowania w wyborach w 2024, powołując się na  przyczyny osobiste i rodzinne.

## Życie osobiste
Bell mieszka w Leigh z żoną Emily i trójką dzieci Jest członkiem zarządu szkoły All Saints CE First School, w której uczą się jego dzieci.